# ملعب دي أوب
ملعب دي أوب (بالفرنسية: Stade de l'Aube )‏ هو ملعب لكرة القدم يقع في مدينة باريس بفرنسا، بُني في عام 1956، وتبلغ السعة الأجمالية للمتفرجين حوالي 20,400 متفرج، ويعتبر المقر الرئيسي لنادي تروا لكرة القدم.